# Bisdom Mantua
Het bisdom Mantua (Latijn: Dioecesis Mantuana; Italiaans: Diocesi di Mantova) is een in Italië gelegen rooms-katholiek bisdom met zetel in de stad Mantua in de gelijknamige provincie. Het bisdom behoort tot de kerkprovincie Milaan, en is, samen met de bisdommen Bergamo, Brescia, Como, Crema, Cremona, Lodi, Pavia en Vigevano, suffragaan aan het aartsbisdom Milaan.

## Geschiedenis
Het bisdom werd opgericht in het jaar 804. Het werd suffragaan aan het aartsbisdom Milaan.

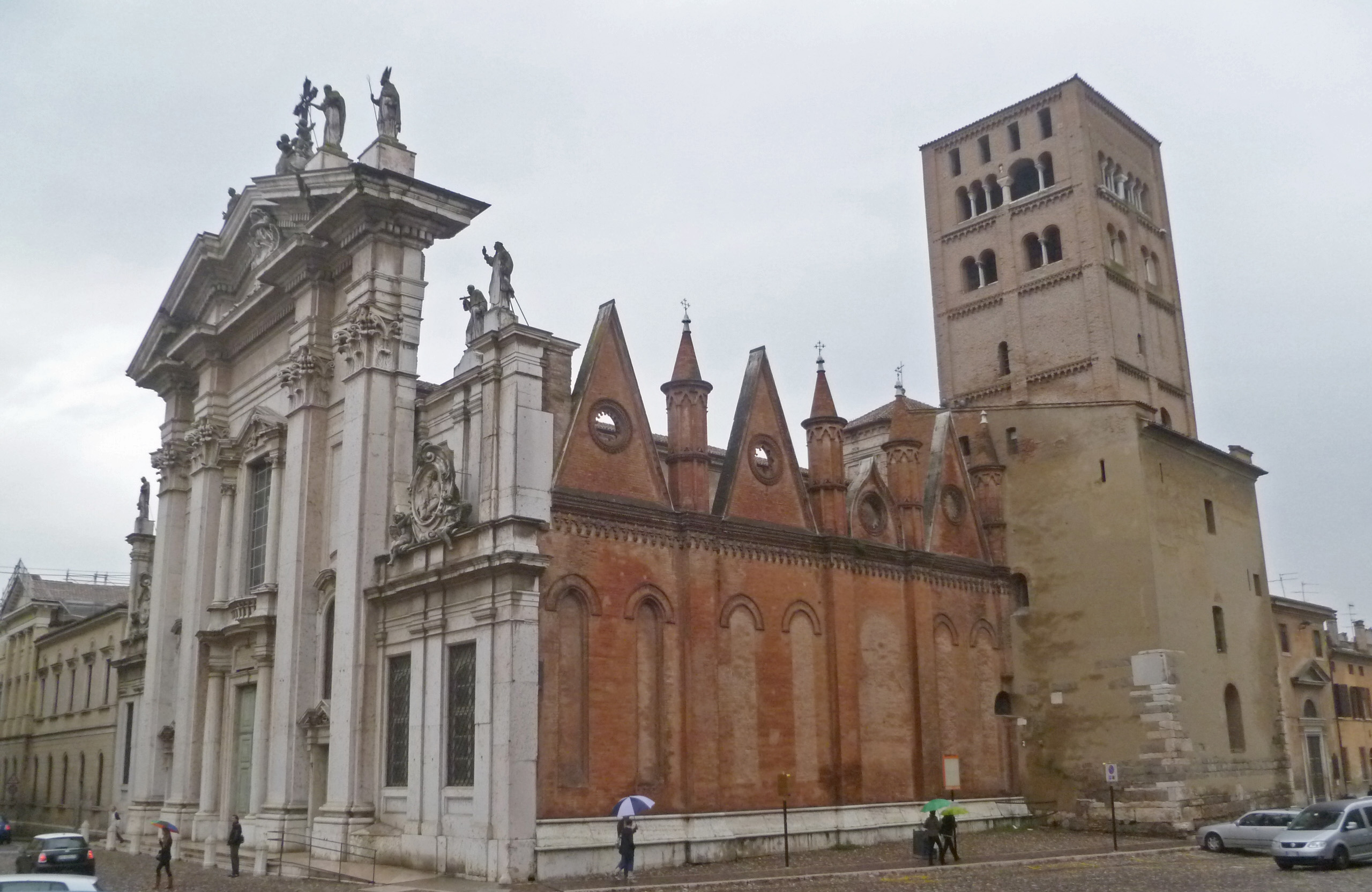
Kathedraal van Mantua